# Bas 60

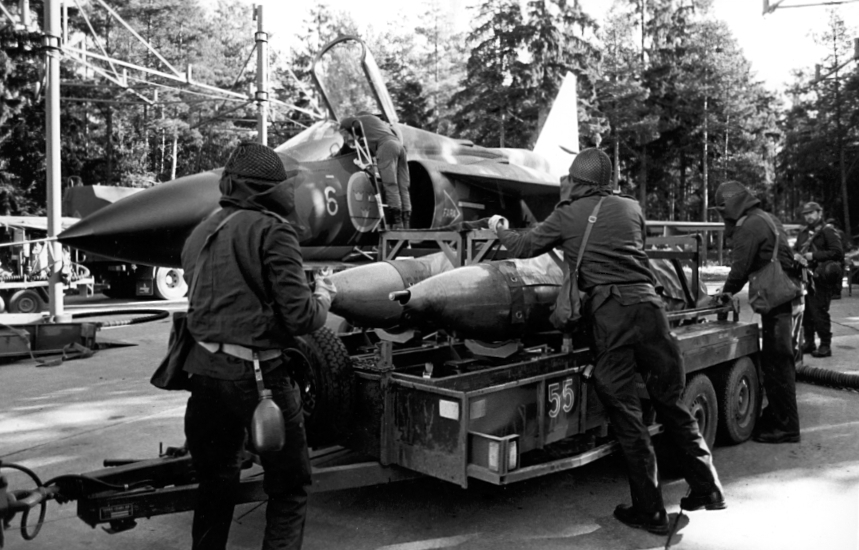
En AJ 37 Viggen blir betjänad i bakom på en krigsflygbas i Sverige

Bas 60 (Flygbassystem 60) var ett flygbassystem för det svenska flygvapnet som togs fram och användes under det kalla kriget. Systemet byggde på defensiv spridning av flygstridskrafter över många krigsflygbaser i händelse av krig, främst som en skyddsåtgärd mot kärnvapen. Denna spridningsprincip gällde även på individuella basområden, flygplan och markenheter stationerade på en bas skulle spridas över större ytor på baserna. Viktiga ledningscentraler skulle också skyddas. Syftet med systemet var att göra det svårt för en motståndare att bekämpa det svenska flygvapnet på marken och på så sätt öka uthålligheten för flygvapnet i händelse av krig. Planen var att sprida ut flygenheterna så att en division (8–12 flygplan) skulle vara stationerad per bas.
Systemet togs fram i samband med flygbasutredningen 1954 och i 1958 års försvarsbeslut fastställde man utbyggnadsplanen för Bas 60-systemet. Från början innehöll planerna 70 flygbaser, varav 46 skulle utrustas för kontinuerlig användning. Så många flygbaser blev inte utbyggda, utan antalet minskades för varje gång som översyner av planerna gjordes och ungefär 40 baser blev färdigställda.
I fredstid var flygdivisionerna stationerade vid sina respektive flygflottiljer och omgruppering till krigsflygbas skulle ske först när hotbilden ökade. Men många av flygflottiljerna fungerade också som krigsflygbaser. Krigsflygbaserna var enbart bemannade av en mindre bastropp i fredstid och den fulla basbataljonen bemannades inte förrän vid mobilisering (utom vid vissa övningar). Detta var eftersom förbanden till störst del utgjordes av värnpliktiga. Bassystemet var därmed aldrig fullt aktivt under perioden det existerade, liksom resten av den svenska försvarsmakten under kalla kriget.
En flygbas var i regel ordinarie bas (O-bas) för ett eller flera flygslag, jakt, attack eller spaning. En ordinarie bas hade personal, drivmedel, materiel och ammunition för att underhålla, reparera, tanka och beväpna aktuellt flygslag. Tillfällig bas (T-bas) fanns också för de aktuella flygslagen, på dessa baser fanns endast personal och materiel för att kunna klargöra flygplan, fylla på bränsle och ammunition. Alla ordinarie baser skulle också fungera som tillfälliga baser för jaktförband.
Reservvägbaser byggdes också för att komplettera de ordinarie krigsflygbaserna. Civila flygplatser kunde också användas som reserv.
Systemet vidareutvecklades till Bas 90 under 1970 och 1980-talet.

## Basens uppbyggnad

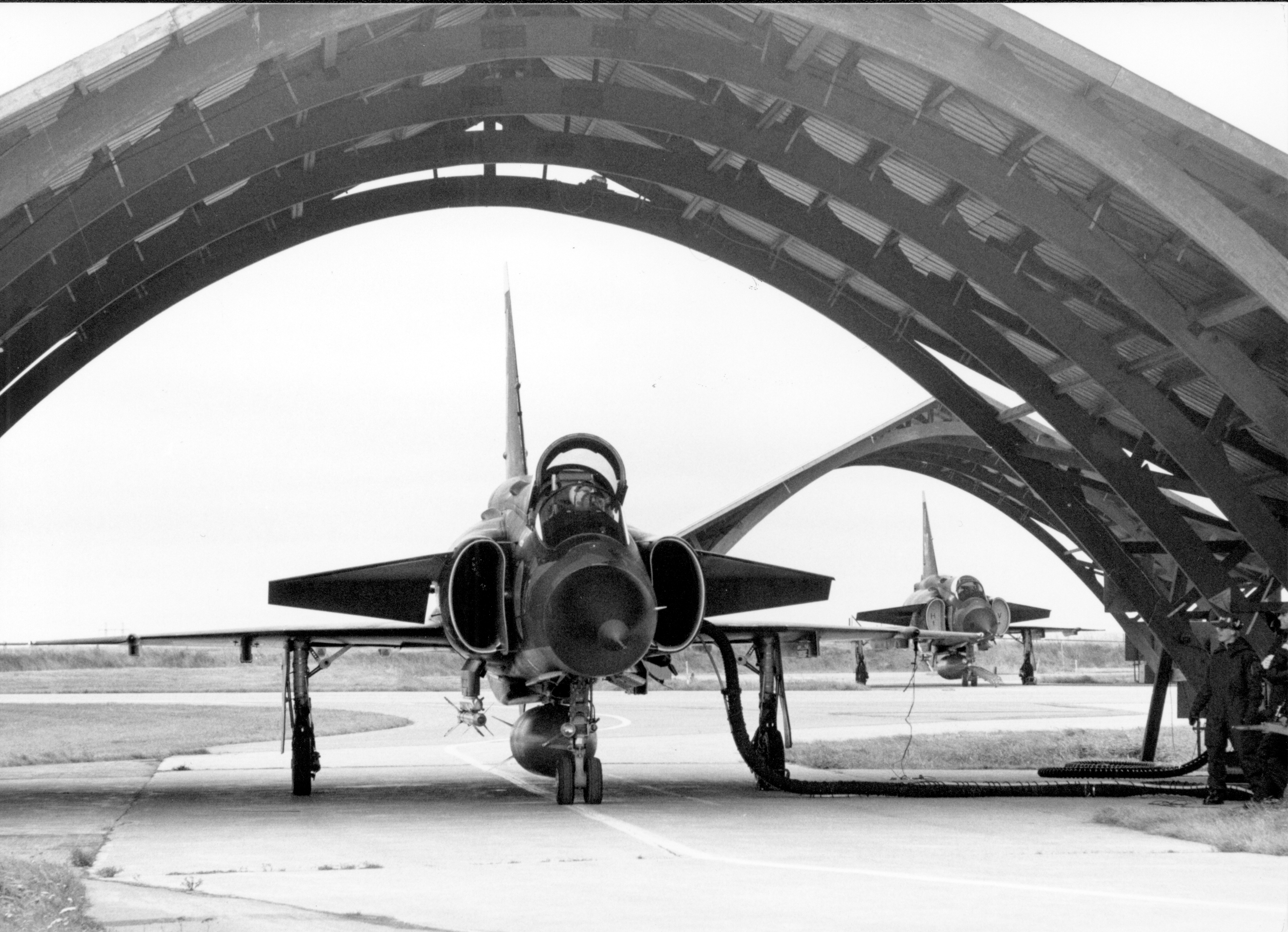
Två JA 37 Viggen i beredskap i framom på en krigsflygbas

### Huvudbana
Huvudbanan var en rullbana med en längd på 2 000–2 300 meter och en bredd av 30–40 meter. I minst en banända fanns ett utrullningshinder, som bestod av ett starkt nät och var avsett att fånga upp landande eller startande flygplan som fått något problem och inte kunde stanna innan startbanan tog slut. Nätet kunde resas och fällas snabbt från kommandocentralen eller TLF-kärran. För bansystemet installerades banljus och landningshjälpmedel. På en del baser fanns även fasta inflygningsljus för att göra det möjligt att använda basen dygnet runt.

### Kommandocentral
För ledning av den minutoperativa verksamheten på basen anlades på varje bas en fortifierad bunker, kommandocentralen (KC). Bunkern byggdes någon kilometer från bansystemet för att den inte skulle kunna slås ut av ett kärnvapenanfall mot huvudbanan.

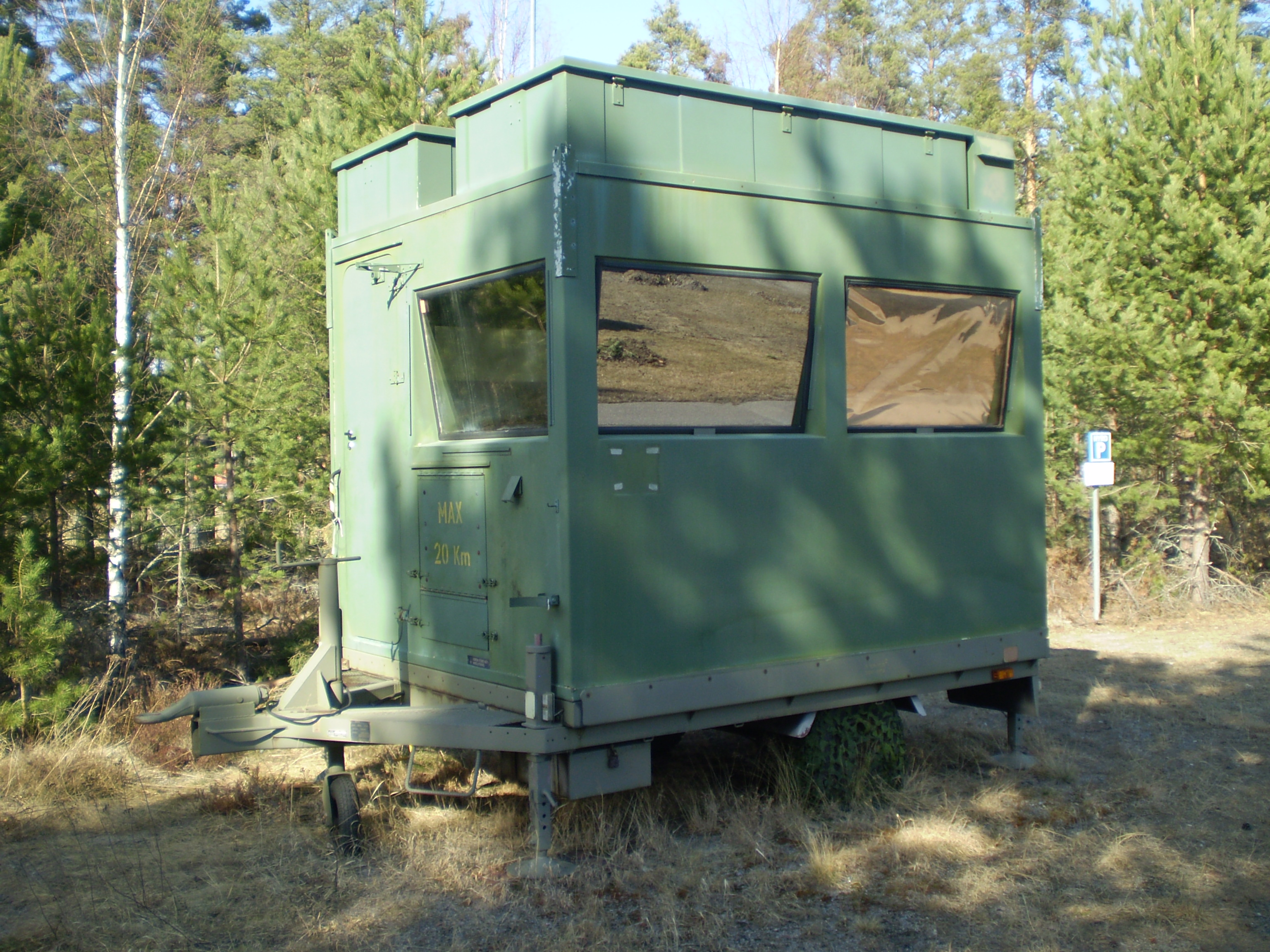
TLF-kärra för trafikledning vid rullbanan

### TLF-kärra
I närheten av huvudbanan fanns trafikledaren vid fältet (TLF). Så länge KC var fullt bemannat hade denne mer av en övervakande uppgift, men kunde överta hela ansvaret för flygledningen vid behov. Trafikledaren tjänstgjorde i en speciell kärra (TLF-kärra) som innehöll flygradio, basradio, pejl, telefon samt manöverfunktioner för banbelysning och utrullningshinder. I några kärror fanns en manuell radiopejl för att leda flygplan till basen. I kärran tjänstgjorde också ett värnpliktigt väderbiträde, vars uppgift var att med hjälp av vindmätare, lufttrycksmätare, termometer samt kikare lämna underlag till meteorologen på stabsplatsen om den aktuella vädersituationen runt flygfältet.

### Framom
Framom, främre klargöringsområde, fanns i båda ändarna av huvudbanan. Här klargjordes jaktflygplan, attack- och spaningsflygplan kunde även tankas där för att kunna flyga vidare mot en ordinarie bas. Klargöringsområdet hade normalt två slingor med taxibanor som ledde ut till startbanan, fyra flygplansplatser var anordnade vid taxivägarna så att fyra flygplan kunde stå i startberedskap och ha fri väg ut till startbanan.

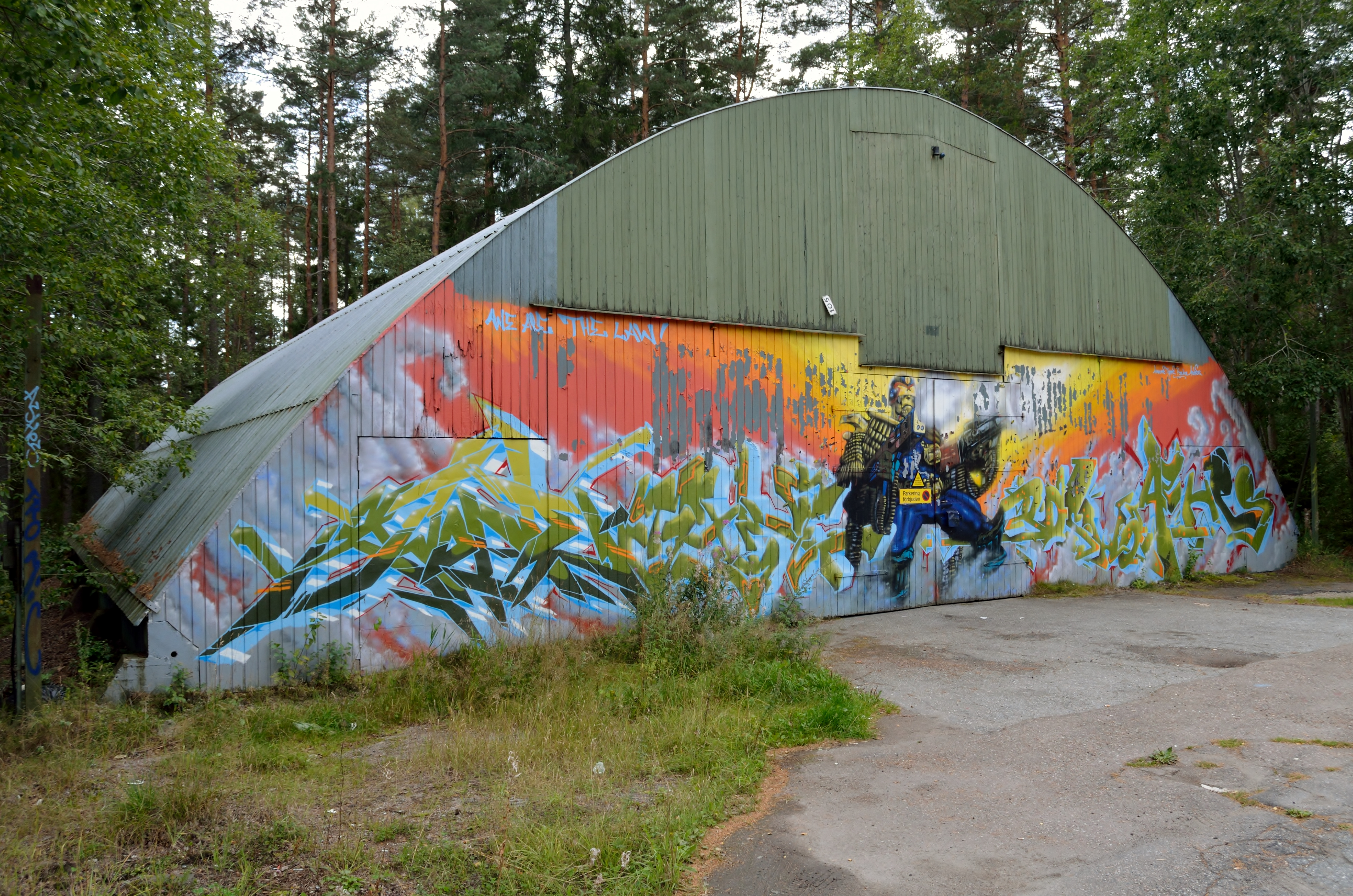
Uom med fälthangar vid Hässlö flygbas, Västerås

Vid varje flygplansplats fanns telefonanslutningar för att ansluta den trådbundna startorderförbindelsen från Luftförsvarscentralen. När inga flygplan befann sig i framom utrymde klargöringsförbandet området som en säkerhetsåtgärd.

### Bakom
Bakom, bakre klargöringsområde, låg 2 till 3 kilometer från huvudbanan på flygbaser som var ordinarie bas för attack- eller spaningsförband. Om det stationerades både attack- och spaningsflygplan på basen fanns det också två olika klargöringsområden (Bakom attack och Bakom spaning). Ett normalt Bakom bestod av 10–15 klargöringsplatser där de flesta doldes med maskeringsnät spända mellan höga stolpar på ett sådant sätt att flygplanen obehindrat kunde köra in på respektive plats. En klargöring med tung attackammunition som sjömålsroboten Robot 04 tog cirka 30 minuter. Bakom var anslutet till resten av basen via en taxiväg som ofta bestod av allmän väg som ingick i basens infrastruktur.

### Uom
Uom, uppställningsområde, låg 5–10 kilometer från basens huvudbana och rymde 15–20 uppställningsplatser. Området användes för reparationer och uppställning av flygplan. I området grupperades större delen av stationskompaniet med materiel och reservdelar. I Uom kunde man genomföra större åtgärder som motorbyten. Precis som bakom var uom anslutet till resten av basen via en taxiväg som ofta bestod av allmän väg.

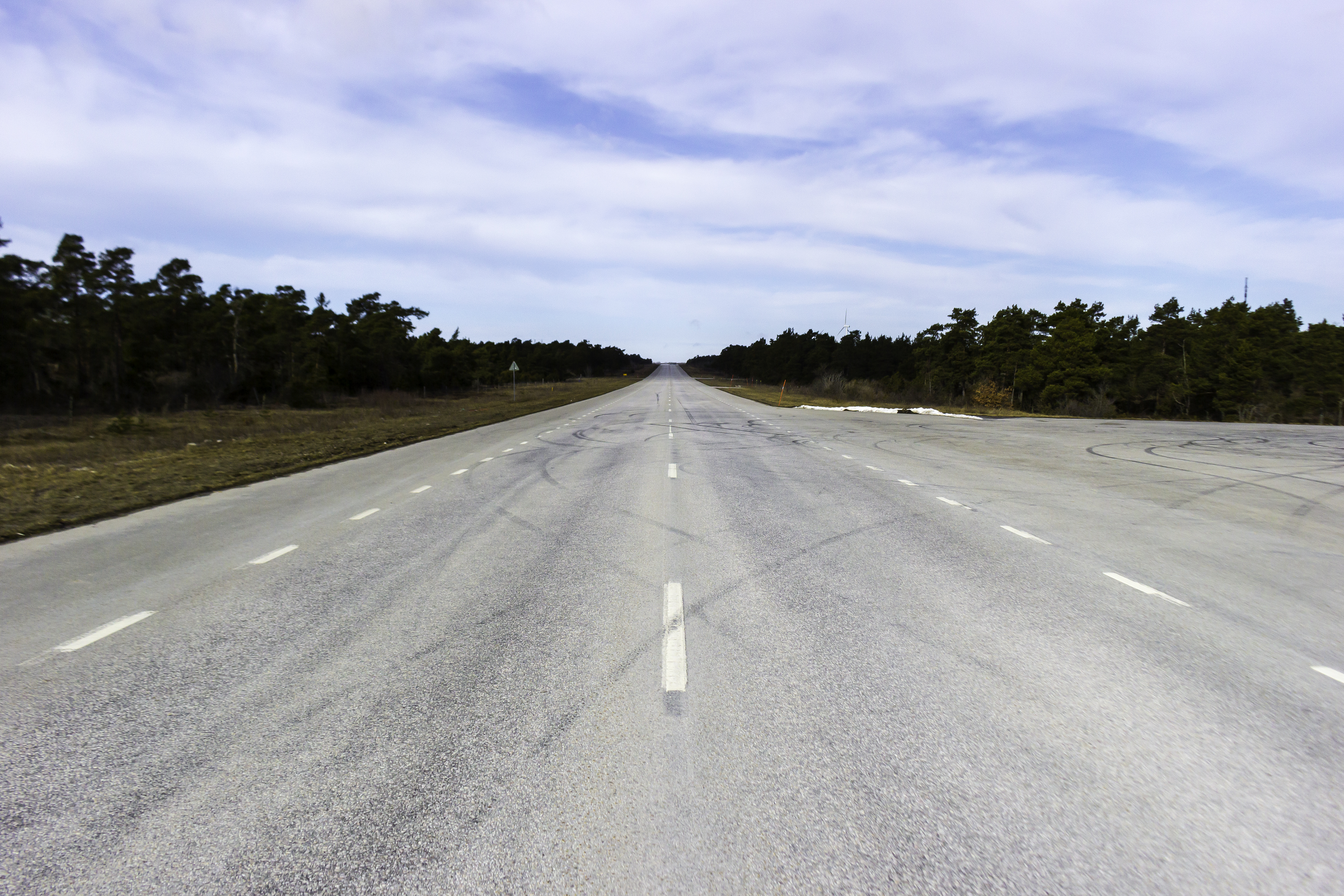
Reservvägbas med uppställningsplats för flygplan synlig till höger

### Stabsplats
Stabsplatsen låg 7–10 km från huvudbanan. Där fanns den långsiktiga ledningen av flygbasen och basbataljonen. Där fanns även förläggningar för personalen, samt möjlighet att tillreda och servera mat. Stabsplatsen var ofta lokaliserad till en skola eller en samlingssal i närliggande samhälle.

## Reservvägbaser och reservbaser
För att komplettera de ordinarie baserna byggdes reservvägbaser som alternativa baser. Utvalda vägsträckor lämpliga för syftet breddades för att ge utrymme för flygplan att starta och landa. Typiska dimensioner för en reservvägbas var 1 500–2 000 meter i längd och 12 meter i bredd. En eller två flygplansplattor byggdes i varje ände av banan. Totalt byggdes ungefär 30 reservvägbaser, främst i de södra och östra delarna av Sverige. Användning av vägbaserna begränsades av mörker och dåligt väder, varför de främst sågs som ett reservalternativ. En vägbas behövde kompletteras med personal, materiel, drivmedel och även med vissa fältarbeten för att kunna användas. Resurser för detta måste omprioriteras från en ordinarie bas verksamhet.
Senare tillkom även utvalda civila flygplatser som reservbaser.

## Basbataljon 60
Basen skulle ledas av en basbataljonchef med ansvar för den totala ledningen.
I bataljonen ingick nedanstående enheter:
- Stabskompani: administration och ledningssystem m.m.
- Stationskompani: klargöring och underhåll av flygplan.
- Intendenturkompani: drivmedel, livsmedel, transporter, beklädnadsmateriel m.m.
- Flygfältsarbetskompani: underhåll och reparation av bansystem och vägar samt snöröjning av banor under vintertid.
- Skyddskompani: bevakning, ammunitionsröjning, brandförsvar, vädertjänst m.m.
- Sjukvårdspluton: förbandsplatser, hälsokontroll, sjukvård m.m.

Till basen kunde dessutom tillföras ett värnförband och ett luftvärnsförband ur armén. När en huvudbas var fullt bemannad fanns 1200 – 1500 personer inom basområdet.

## Vidare utveckling
Under 1970 och 1980-talet vidareutvecklades Bas 60 till Bas 90, för att bemöta nya behov och hotbilder.

## Idag
Efter kalla krigets slut avvecklades Bas 60 och Bas 90. De flesta krigsflygbaser är avmilitariserade och sålda till civil ägo.

## Lista på samtliga utbyggda Bas 60
= Bas 60
| Anläggningsnummer | Flygfält     | FV-kod-1 | FV-kod 2 | Utbyggnadsår | Övrigt                                                                                                  |
| ----------------- | ------------ | -------- | -------- | ------------ | --- |
| Anl 101           | Skellefteå   | –        | –        | ?            | Civil flygplats                                                                                         |
| Anl 102           | Gunnarn      | fält 28  | 60       | 1968         | Utbyggd till Bas 90 1987. Ägs åter av Fortifikationsverket sedan 2023                                   |
| Anl 103           | Hagshult     | C 18     | 29       | 1961         | Utbyggd till Bas 90 1983. Fortfarande militärt.                                                         |
| Anl 105           | Moholm       | fält 8   | 36       | ?            | |
| Anl 107           | Everöd       | fält 4   | 20       | ?            | |
| Anl 109           | Tierp        | fält 14  | 48       | 1965         | |
| Anl 111           | Örnsköldsvik | –        | –        | ?            | Civil flygplats.                                                                                        |
| Anl 113           | Heden        | fält 32  | 61       | 1956, 1959   | |
| Anl 115           | Råda         | fält 20  | 37       | 1971         | Utbyggd till Bas 90 1990-1991.                                                                          |
| Anl 118           | Hultsfred    | fält 37  | 28       | 1969         | |
| Anl 119           | Fällfors     | fält 40  | 66       | 1958, 1961   | Utbyggd till Bas 90 1983.                                                                               |
| Anl 121           | Sjöbo        | fält 1   | 23       | 1960, 1968   | |
| Anl 126           | Hasslösa     | fält 6   | 35       | 1958         | |
| Anl 128           | SAAB         | –        | –        | 1964, 1967   | |
| Anl 130           | Uråsa        | fält 88  | 27       | 1964         | |
| Anl 131           | Lidköping    | fält 21  | 34       | 1958         | |
| Anl 136           | Rommehed     | fält 15  | 44       | 1960         | Utbyggd till Bas 90 1990.                                                                               |
| Anl 138           | Eneryda      | fält 89  | 30       | 1969         | Huvudbana längs allmän väg.                                                                             |
| Anl 142           | Kungsängen   | C 4      | 41       | 1963, 1966   | Civil flygplats.                                                                                        |
| Anl 143           | Kjula        | fält 56  | 46       | 1962         | Utbyggd till Bas 90 1987.                                                                               |
| Anl 147           | Visby        | C 25     | 43       | 1968         | Utbyggd till Bas 90 1992.                                                                               |
| Anl 157           | Kiruna       | –        | –        | 1971         | Civil flygplats.                                                                                        |
| Anl 160           | Vidsel       | fält 42  | 62       | 1965         | Utbyggd till Bas 90 1989. Idag Robotförsöksplats Norrland.                                              |
| Anl 161           | Tågra        | fält 81  | –        | 1965         | Huvudbana längs allmän väg.                                                                             |
| Anl 163           | Sättna       | fält 45  | 58       | 1963         | |
| Anl 166           | Kosta        | fält 87  | 31       | 1963         | |
| Anl 170           | Kubbe        | fält 44  | 57       | ?            | Utbyggd till Bas 90 1990.                                                                               |
| Anl 171           | Åmsele       | fält 41  | 67       | 1960         | Utbyggd till Bas 90 1985.åter köpt av Fortifikationsverket sedan 13 december 2024 övertas sommaren 2025 |
| Anl 172           | Knislinge    | fält 84  | 25       | 1963         | |
| Anl 173           | Gimo         | fält 54  | 49       | 1960         | |
| Anl 175           | Strängnäs    | fält 57  | 50       | 1963         | |
| Anl 176           | Björkvik     | fält 58  | 42       | 1967–1968    | |
| Anl 177           | Byholma      | fält 85  | 26       | 1961         | Utbyggd till Bas 90 1989.                                                                               |
| Anl 178           | Ålem         | fält 83  | –        | 1968         | Huvudbana längs allmän väg.                                                                             |
| Anl 181           | Färila       | fält 46  | 59       | 1967         | Utbyggd till Bas 90 1991.                                                                               |
| Anl 185           | Piteå        | fält 48  | 68       | 1970         | |
| Anl 186           | Sturup       | –        | –        | 1972         | Civil flygplats.                                                                                        |
| Anl 189           | Jokkmokk     | fält 49  | 69       | 1970–1971    | Utbyggd till Bas 90 1988. Fortfarande militärt.                                                         |
| Anl 301           | Hässlö       | F 1      | 01       | 1976         | Västmanlands flygflottilj. Delvis utbyggd till Bas 90 1991.                                             |
| Anl 303           | Malmen       | F 3      | 03       | 1966         | Östgöta flygflottilj. Delvis utbyggd till Bas 90 1992.                                                  |
| Anl 304           | Frösön       | F 4      | 04       | 1962         | Jämtlands flygflottilj. Utbyggd till Bas 90 1991.                                                       |
| Anl 305           | Ljungbyhed   | F 5      | 05       | ?            | Krigsflygskolan. Delvis utbyggd till Bas 90 1985.                                                       |
| Anl 306           | Karlsborg    | F 6      | 06       | ?            | Västgöta flygflottilj                                                                                   |
| Anl 307           | Såtenäs      | F 7      | 07       | ?            | Skaraborgs flygflottilj. Utbyggd till Bas 90 1990-91.                                                   |
| Anl 308           | Barkarby     | F 8      | 08       | ?            | Svea flygflottilj.                                                                                      |
| Anl 310           | Ängelholm    | F 10     | 10       | 1970         | Skånska flygflottiljen.                                                                                 |
| Anl 311           | Nyköping     | F 11     | 11       | 1969         | Södermanlands flygflottilj.                                                                             |
| Anl 312           | Kalmar       | F 12     | 12       | 1970         | Kalmar flygflottilj.                                                                                    |
| Anl 313           | Bråvalla     | F 13     | 13       | 1977         | Bråvalla flygflottilj. Delvis utbyggd till Bas 90 1981.                                                 |
| Anl 315           | Söderhamn    | F 15     | 15       | 1975         | Hälsinge flygflottilj. Delvis utbyggd till Bas 90 1978.                                                 |
| Anl 316           | Uppsala      | F 16     | 16       | 1970         | Upplands flygflottilj. Delvis utbyggd till Bas 90.                                                      |
| Anl 317           | Ronneby      | F 17     | 17       | 1961         | Blekinge flygflottilj.                                                                                  |

## Lista på reservvägbaser byggda i Bas 60
Reservvägbaserna byggda i Bas 60 skall ej förväxlas med kortbanorna i Bas 90-systemet, som i många fall också var byggda längs allmän väg. Kortbanorna i Bas 90 tillhörde en större bas och räknades därför inte som egna baser, till skillnad från reservvägbaserna.
| Flygfält   | Beteckning | År byggd  | Övrigt              |
| ---------- | ---------- | --------- | ------------------- |
| Revinge    | S17        | 1967      |                     |
| Jämjö      | S71        | 1965–1966 |                     |
| Hallabro   | –          | 1966      |                     |
| Hovmantorp | S46        | 1966      |                     |
| Tokebo     | S11        | 1966      | Användes för övning |
| Målerås    | –          | –         |                     |
| Lammhult   | –          | 1966      |                     |
| Falkenberg | S21        | 1964–1965 |                     |
| Follingbo  | –          | 1970      |                     |
| Bro        | B0         | 1964      |                     |
| Hjo        | –          | 1967      |                     |
| Klockrike  | –          | 1964      |                     |
| Tillinge   | B32        | 1965      |                     |
| Heby       | –          | 1964–1965 | Användes för övning |
| Åland      | S97        | 1964–1965 |                     |
| Björklinge | –          | 1966      |                     |
| Gimo       | S95        | 1964      |                     |
| Gysinge    | S41        | 1964      |                     |
| Skärplinge | –          | 1966      |                     |
| Älvkarleby | S81        | 1966      |                     |
| Mokorset   | R8         | 1964–1965 |                     |
| Norrala    | –          | 1965      |                     |
| Jämtkrogen | –          | 1968      |                     |
| Överhörnäs | R19        | 1964      |                     |
| Bjurholm   | –          | 1966      |                     |
| Finnträsk  | S65        | 1965      |                     |
| Långträsk  | –          | 1966      | Användes för övning |
| Vidsel     | R91        | 1967      |                     |
| Jokkmokk   | –          | –         |                     |

### Webbkällor
- Rystedt, Jörgen (1 oktober 2005). ”FLYGBASSYSTEM 60” (pdf). Försvarets historiska telesamlingar. http://www.fht.nu/Dokument/Flygvapnet/flyg_publ_dok_flygbassystemet_bas_60.pdf. Läst 20 februari 2013.
- Törnell, Bernt (2007). Svenska militära flygbaser (pdf), Fortifikationsverket.
- Andersson, Lennart (2006). Svenska reservvägbaser (pdf), Fortifikationsverket.